# Schweizer Badmintonmeisterschaft 2002
Die Schweizer Badmintonmeisterschaft 2002 fand Anfang Februar 2002 in Genf statt.

## Finalergebnisse
| Disziplin    | Sieger                          | Finalist                       | Ergebnis                |
| ------------ | ------------------------------- | ------------------------------ | ----------------------- |
| Herreneinzel | Paulo von Scala                 | Stephan Bäriswil               | 8:7, 7:1, 3:7, 0:7, 7:1 |
| Dameneinzel  | Santi Wibowo                    | Jasmine Pang                   | 7:5, 3:7, 4:7, 7:4, 8:7 |
| Herrendoppel | Elias Wieland Pascal Bircher    | Jon Lindholm Oscar Wadas       | 7:1, 7:0, 8:6           |
| Damendoppel  | Santi Wibowo Judith Baumeyer    | Corinne Jörg Fabienne Baumeyer | 7:2, 7:1, 8:7           |
| Mixed        | Elias Wieland Fabienne Baumeyer | Pascal Bircher Judith Baumeyer | 6:8, 8:6, 2:7, 7:1, 7:0 |